# Żnin

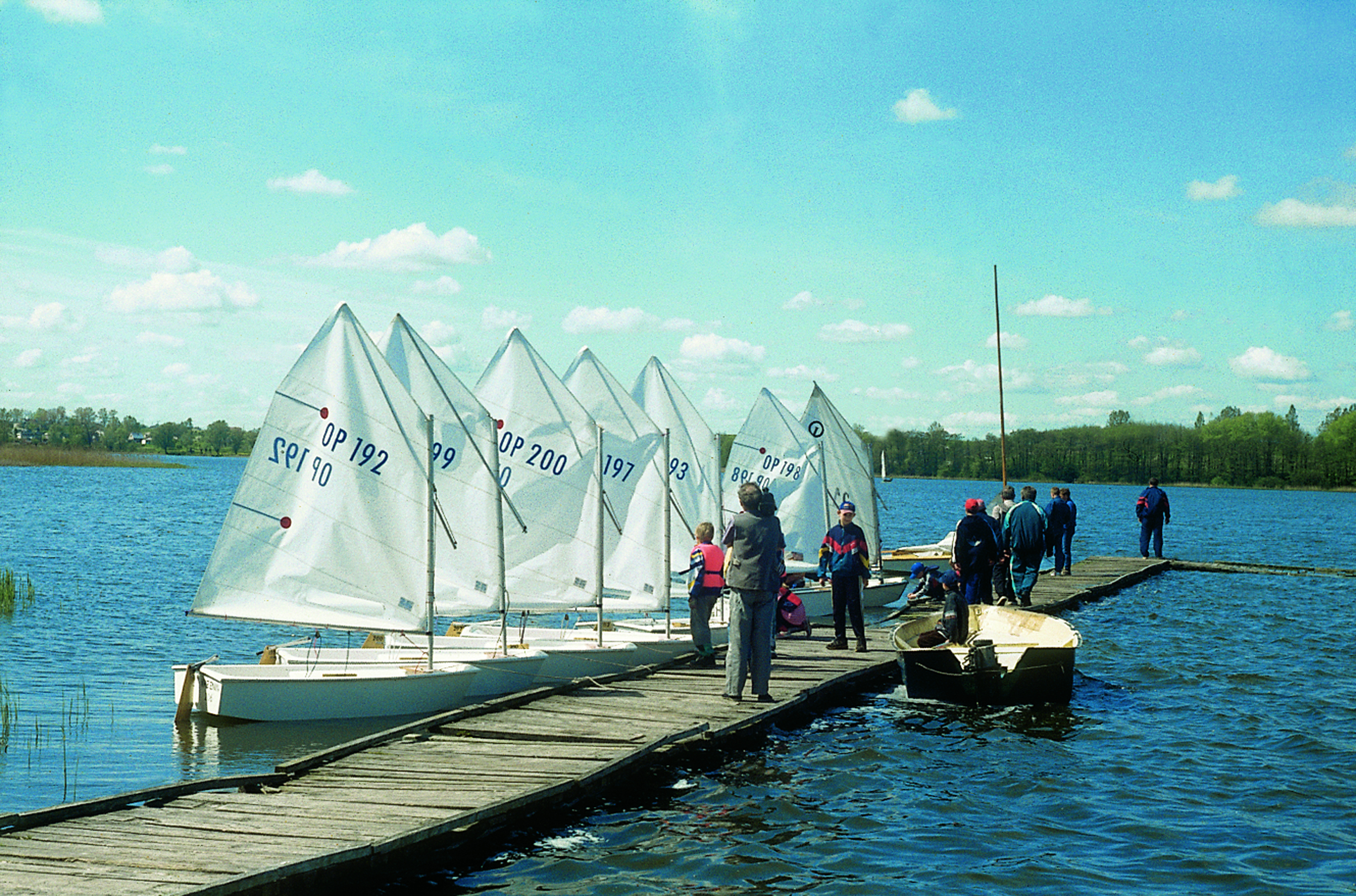
Przystań żeglarska na Jeziorze Małym

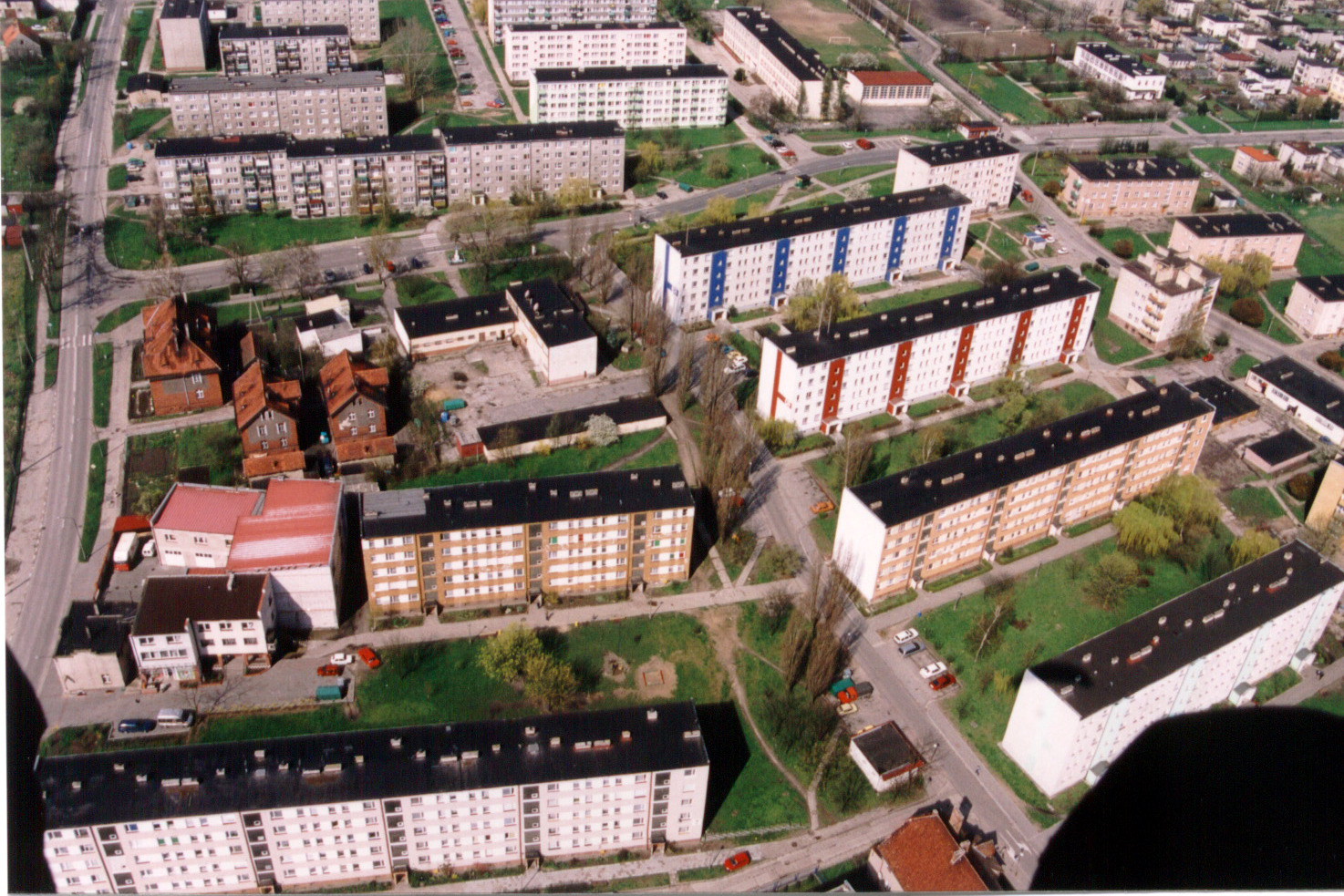
Żnin z lotu ptaka, osiedla Kopernika i Browarowa

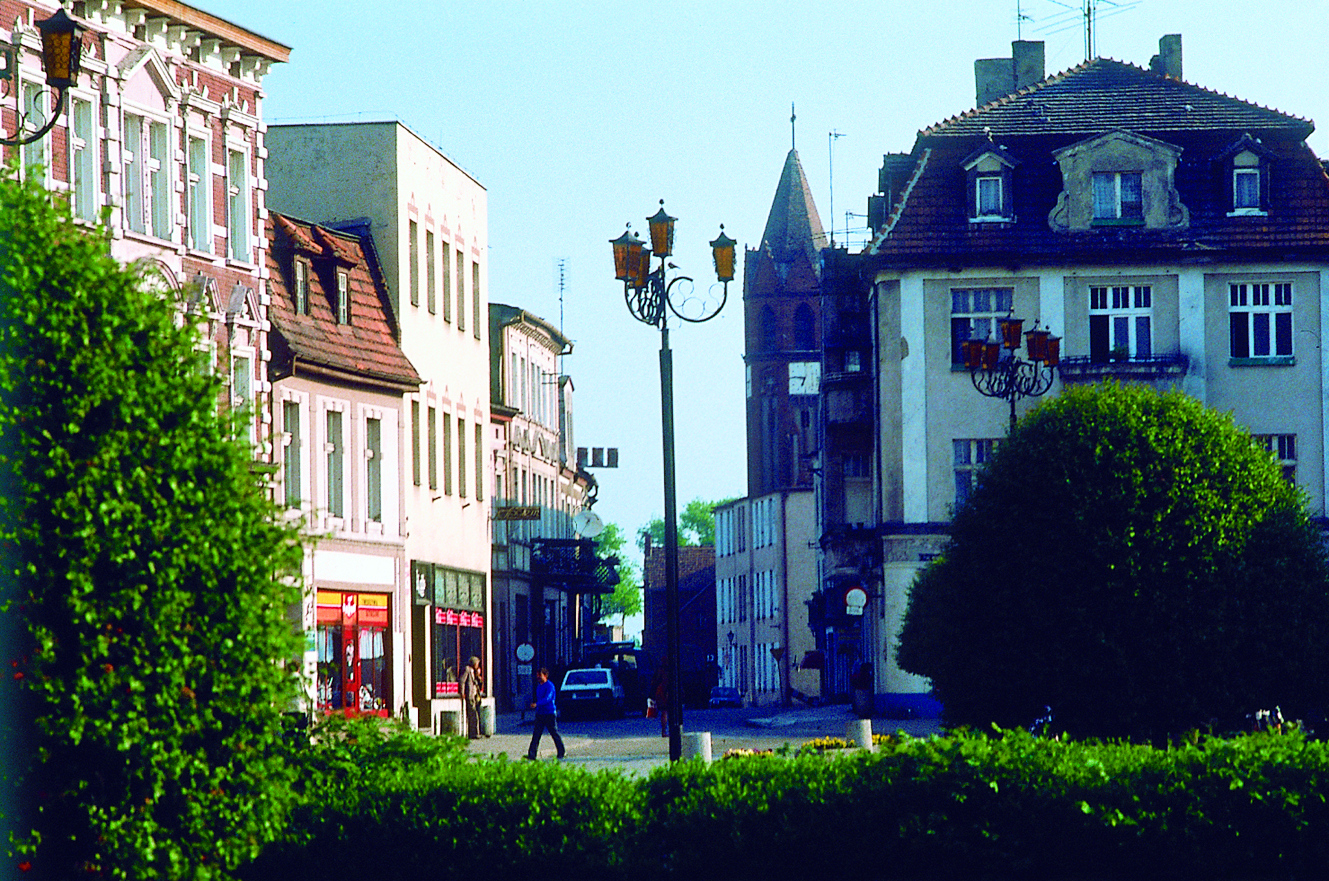
Widok z rynku na ulicę Śniadeckich, w głębi Kościół NMP

Żnin (łac. Znena, niem. Znin, 1941–1945 Dietfurt) – miasto w Polsce, w województwie kujawsko-pomorskim, siedziba powiatu żnińskiego oraz gminy miejsko-wiejskiej Żnin. Jest położone na Pałukach, regionie kulturowym Wielkopolski, między Jeziorem Żnińskim Dużym i Jeziorem Żnińskim Małym. W latach 1975–1998 miasto administracyjnie należało do województwa bydgoskiego. Według danych GUS z 31 grudnia 2023 roku miasto miało 13 040 mieszkańców.
Prywatne miasto duchowne lokowane w 1284 roku, własność arcybiskupstwa gnieźnieńskiego, pod koniec XVI wieku leżało w powiecie kcyńskim województwa kaliskiego.

## Historia
Pierwsi ludzie pojawili się w okolicach Żnina kilkanaście tysięcy lat temu – po ustąpieniu lądolodu skandynawskiego i pojawieniu się tundry. Najstarsze ślady osadnictwa pochodzą sprzed 10 tysięcy lat – z okresu paleolitu.
Liczne znaleziska archeologiczne świadczą o kontaktach Żnina ze światem antycznym. Kontakty takie umożliwiała droga bursztynowa biegnąca od Adriatyku przez Śląsk i Kalisz do Bałtyku.
Między nasypem kolejowym a brzegiem Dużego Jeziora Żnińskiego, po prawej stronie rzeki Gąsawki zachowały się elementy wału będące pozostałością wczesnośredniowiecznego grodu (VI–VIII wiek n.e.). Do rozwoju osadnictwa w Żninie przyczyniło się doskonałe położenie geograficzne i warunki topograficzne o cechach obronnych.
W początkach XI w. ukształtował się nowy układ przestrzenny osady. Obejmował trzy elementy: na półwyspie gród (siedziba władzy i zarządu administracyjno-wojskowego) i podgrodzie z ludnością rzemieślniczo-wojskową oraz na Ostrowie targ z gospodą i miejscem kultu. Usytuowanie świątyni chrześcijańskiej w tym miejscu wiąże się z darowiznami na rzecz Kościoła obejmującymi plac i urządzenia targowe.
W państwie Piastów wzrosło znaczenie Żnina jako węzła komunikacyjnego. Władza państwowa usadowiła się w grodzie położonym wśród mokradeł brzegu Dużego Jeziora Żnińskiego. Żnin pełnił w tym czasie przede wszystkim funkcję militarną. Sprawował on kontrolę nad przeprawą przez Gąsawkę, jednocześnie blokował najeźdźcom drogę w głąb państwa. W grodzie swoje rezydencje mieli: kasztelan (XI–XIII w.), przedstawiciel władzy państwowej i naczelnik grodu. Świadczy to o istotnej funkcji administracyjnej Żnina.
W pierwszej połowie XII w. Żnin był już własnością Kościoła. Zostało to potwierdzone w Bulli Gnieźnieńskiej wystawionej przez papieża Innocentego II w dniu 7 lipca 1136 r. dla metropolity Jakuba ze Żnina. Jest to najstarszy dokument zawierający wzmiankę o Żninie (provincia de Znein cum foro). Bulla wymienia 29 pałuckich osad wchodzących stanowiących własność Kościoła. Bulla potwierdza również istnienie na ziemi żnińskiej słowiańskiej wspólnoty rodowo-terytorialnej z okresu plemiennego tzw. opola.
Według Jana Długosza wojny prowadzone przez Bolesława Krzywoustego (1102–1138) wymusiły potrzebę wybudowania w Żninie fortyfikacji (m.in. umocnienia podgrodzia od nasady półwyspu).
Najstarsza wzmianka o Żninie jako mieście pochodzi z 1284 (założenie mennicy arcybiskupiej). Jan Długosz przypisał jednak lokację miasta już arcybiskupowi Januszowi (1259–1271). Podobieństwo sformułowanego według prawa średzkiego ustroju Żnina do uregulowań sformułowanych w akcie lokacyjnym Zdun z 1267 sugeruje jednak okres 1267–1271 jako najbardziej prawdopodobny moment otrzymania praw miejskich.
- W 1284 r. książę wielkopolski Przemysł II zatwierdził wszystkie dotychczasowe przywileje nadane przez jego poprzedników oraz nadał arcybiskupowi Jakubowi Śwince prawo posługiwania się w mieście Żninie własną monetą, która posiadała prawo monety obiegowej w całym państwie. Przywilej mennicy był bardzo dochodowy, część wypracowanego w Żninie zysku prawdopodobnie przeznaczano na podniesienie gospodarki w żnińskim kluczu dóbr kościelnych. Ponadto przez Żnin przechodził szlak handlowy ze Śląska do Gdańska, tzw. Szlak Bursztynowy, co wzmacniało atrakcyjną lokalizację grodu.
- W lipcu 1331 r. do miasta wtargnął oddział zakonu krzyżackiego pod dowództwem marszałka Dietricha von Altenburga. Żnin wraz z dworem arcybiskupim został doszczętnie spalony i złupiony.
- Aby zapobiec podobnym wydarzeniom w przyszłości, postanowiono otoczyć miasto murem obronnym. Jego budowę rozpoczęto przed 1343 r. W tym czasie lewobrzeżny Żnin przybrał kształt owalu, powstała ulica Wielka (obecnie Śniadeckich), ulica Mniska (Rychlewskiego) oraz rynek. Stare Miasto zabezpieczone było od zachodu i północy podwójnymi fosami, w ulicy Dworskiej (Kościuszki) zbudowano Bramę Poznańską. Od wschodu dostępu broniła Brama Toruńska z mostem zwodzonym łączącym miasto z Ostrowem. Trzecią bramę (Wodną) założono u wylotu uliczki prowadzącej do Jeziora Małego Żnińskiego (tzw. Czaple). Ulice Szewska i Sukiennicza (Pocztowa) połączone zostały z rynkiem. W miejscu dzisiejszego kościoła pw. Najświętszej Marii Panny znajdował się klasztor dominikański wraz z kościołem pw. św. Jana Chrzciciela ufundowany w latach 1338–1339 przez arcybiskupa Janisława. W części północnej miasta powstała rezydencja arcybiskupia. Od zachodu miasto zamykała ulica Podmurna biegnąca wzdłuż muru, po przeciwległej stronie Stare Miasto zabezpieczał Ostrów z Bramą Ostrowską stojącą przy wylocie na wschód. Jeszcze pod koniec XIX wieku w miejscu Bramy istniał szeroki rów z drewnianym mostem zamiast dawnego zwodzonego.
- W 1350 r. dokonano relokacji miasta na prawie średzkim.
- W 1357 r. król Kazimierz III Wielki potwierdził wszystkie nadane wcześniej przywileje (obszar podlegający Żninowi nazwano powiatem – districtus). Umożliwiło to dalszy rozwój miasta, który, choć przerywany wojnami, pożarami i licznymi zarazami, trwał do początku XVII w. Od XV w. w Żninie warzono wyśmienite piwo. Wypiekano tu także najsmaczniejszy chleb pszenny w Wielkopolsce (zgodnie ze świadectwem prymasa Jana Łaskiego, pochodzącym sprzed ponad czterystu lat).
- W 1424 r. założono jedno z najstarszych w Wielkopolsce Bractwo Strzeleckie zrzeszające zamożniejszych rzemieślników. Po części wynikało to z obowiązku mieszczan obrony fortyfikacji miejskich. W XV w. wybudowano na rynku gotycką wieżę ratuszową, tzw. basztę.
- W 1443 r. włączono do miasta dawny dwór arcybiskupi na Ostrowiu. W tych czasach Żnin był jednym z większych miast Wielkopolski.
- W późnym średniowieczu zlikwidowany został powiat (districtus) żniński, a miasto znalazło się w powiecie kcyńskim. W XVI w. miasto weszło w skład województwa kaliskiego.
- W czasie wojny trzynastoletniej Żnin wystawił w 1458 roku 15 pieszych na odsiecz oblężonej polskiej załogi Zamku w Malborku[8].
- Od początku XVII w. datuje się upadek miasta. Przed wielką zarazą w 1628 r., kiedy mieszkańcy na jakiś czas opuścili Żnin, w mieście było 201 domów mieszkalnych. W czasie potopu szwedzkiego zniszczeniu uległy mury obronne (częściowo), fosy, brama, wiatrak, cegielnia, łaźnia miejska. Po potopie odnotowano 96 domów. Kolejne spustoszenia spowodowały pożary w 1678, 1692 i 1700 r. Wielu żninian przeniosło się do Gniezna, Kcyni i Żernik.
- Latem 1772 r. wskutek I rozbioru Polski Żnin znalazł się pod zaborem pruskim. Miasto znalazło się w granicach powiatu inowrocławskiego (obwód nadnotecki). Zamieszkiwane było przez 613 mieszkańców (było większe m.in. od Bydgoszczy i Inowrocławia) i posiadało 120 domów mieszkalnych. W krótkim czasie osiedliło się w mieście 141 Niemców. Mimo to Żnin był stosunkowo mało zgermanizowany i nigdy nie stracił swojego polskiego charakteru. Okres rozbiorów przyniósł burzenie miejskich fortyfikacji i umocnień, likwidację kościoła św. Trójcy na Ostrowie (1817 r.) i klasztoru dominikańskiego wraz z kościołem św. Jana Chrzciciela (1820 r.) Ostatecznie zostały rozebrane mury miejskie (Brama Toruńska w 1820 r.) Fragmenty części fundamentowej murów znajdują się na lewym brzegu Gąsawki (przy moście na ulicy 700-lecia) i w piwnicy budynku przy ulicy Podmurnej 17.

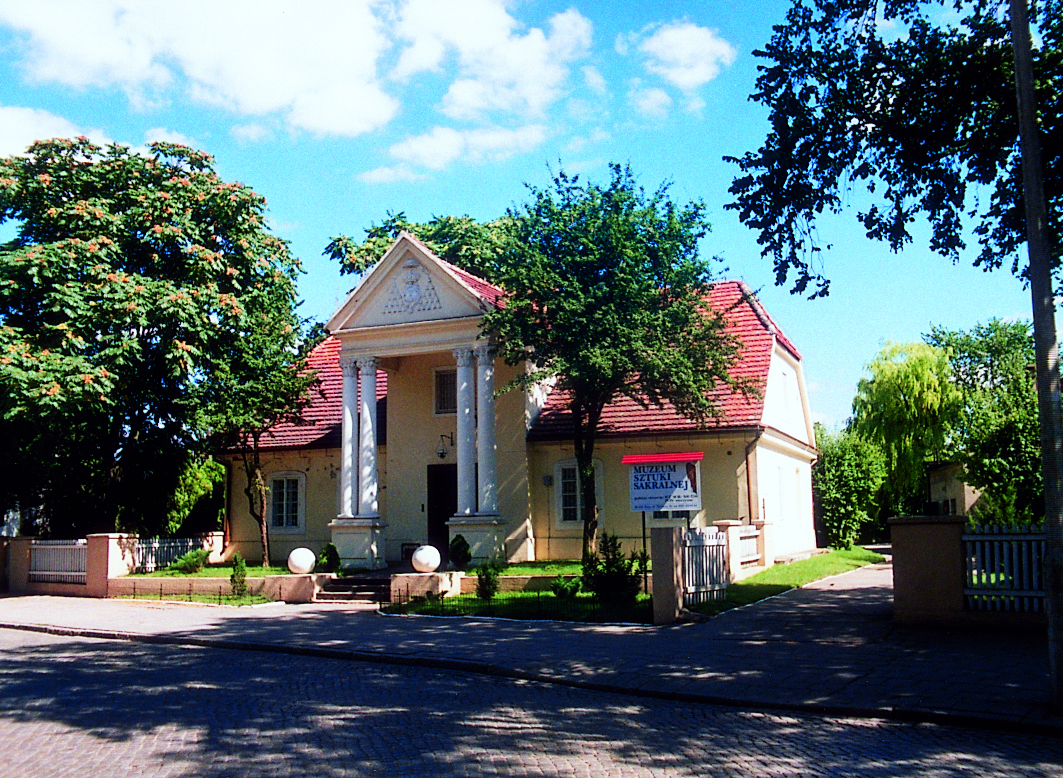
Sufragania, dawny dwór biskupi z 1795 roku

- Wojska insurekcyjne kontrolowały Żnin od września do listopada. W 1806 r. przez miasto przeszły wojska napoleońskie. Od lipca 1807 r. do 1815 r. Żnin wchodził w skład Księstwa Warszawskiego. W latach 1818–1887 utworzono Wielkie Księstwo Poznańskie. Żnin położony był w obrębie powiatu szubińskiego, podlegającego departamentowi bydgoskiemu.
- W pierwszej połowie XIX w. Żnin ponownie wszedł na ścieżkę dynamicznego rozwoju. Brukowano drogi, stawiano budynki, rozwijał się handel i rzemiosło.
- W czasie Wiosny Ludów 9 kwietnia 1848 r. w Żninie wybuchło powstanie. Do 17 maja 1848 r. władzę przejęli Polacy.
- W 1867 r. powstała pierwsza Polska Spółka Pożyczkowa w Żninie przekształcona później w Bank Ludowy. Miasto mogło w ten sposób uniezależnić się od władz pruskich w sprawach gospodarczych.

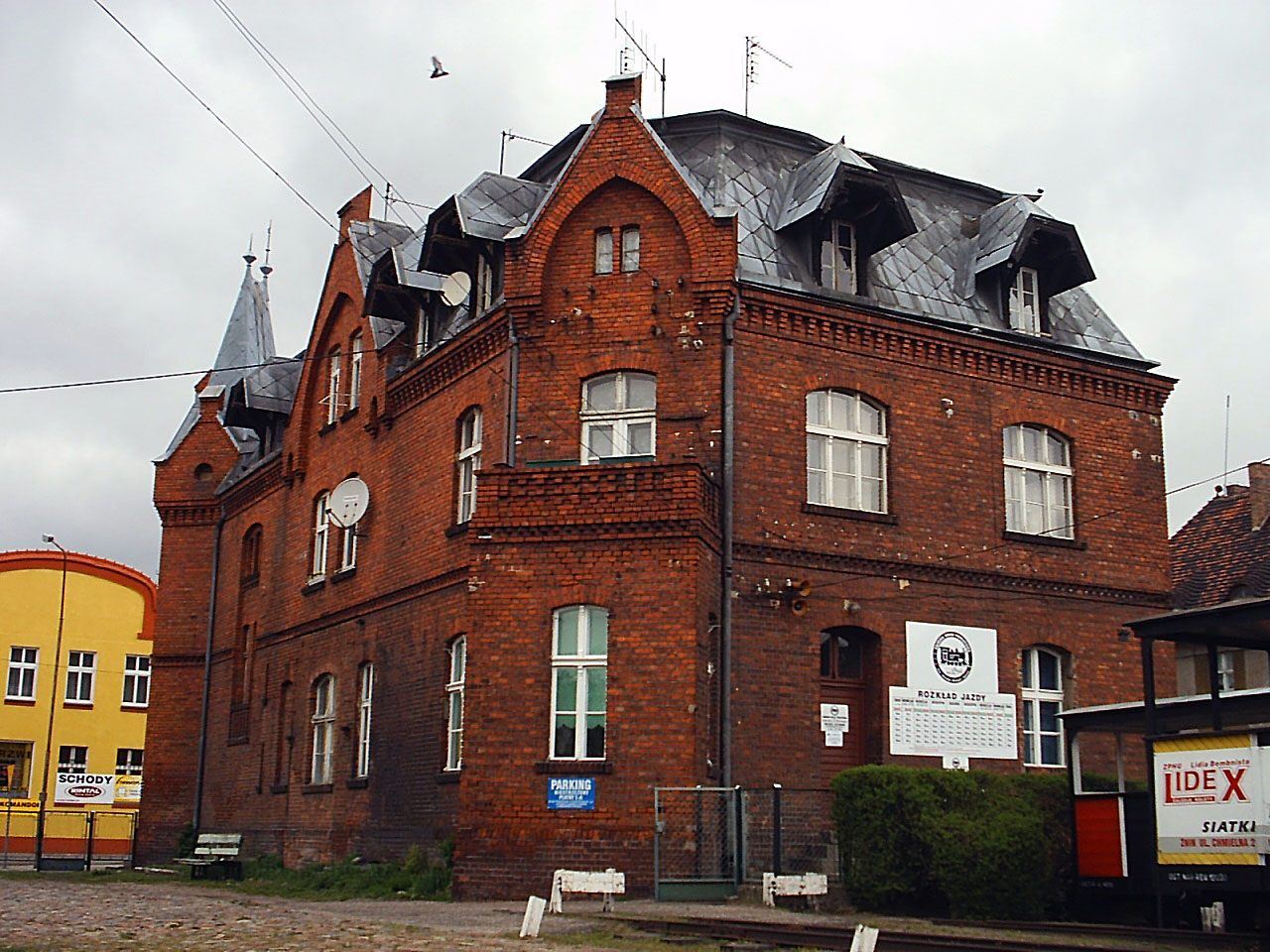
Stacja Żnin Wąskotorowy

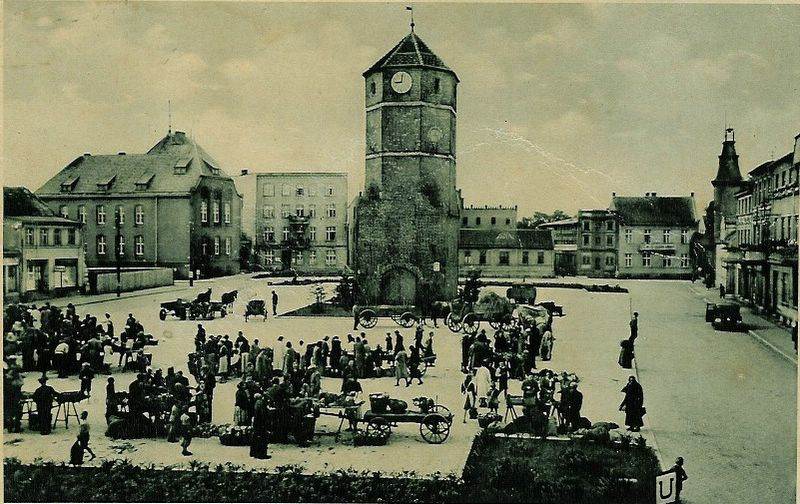
Żniński rynek – początek XX wieku

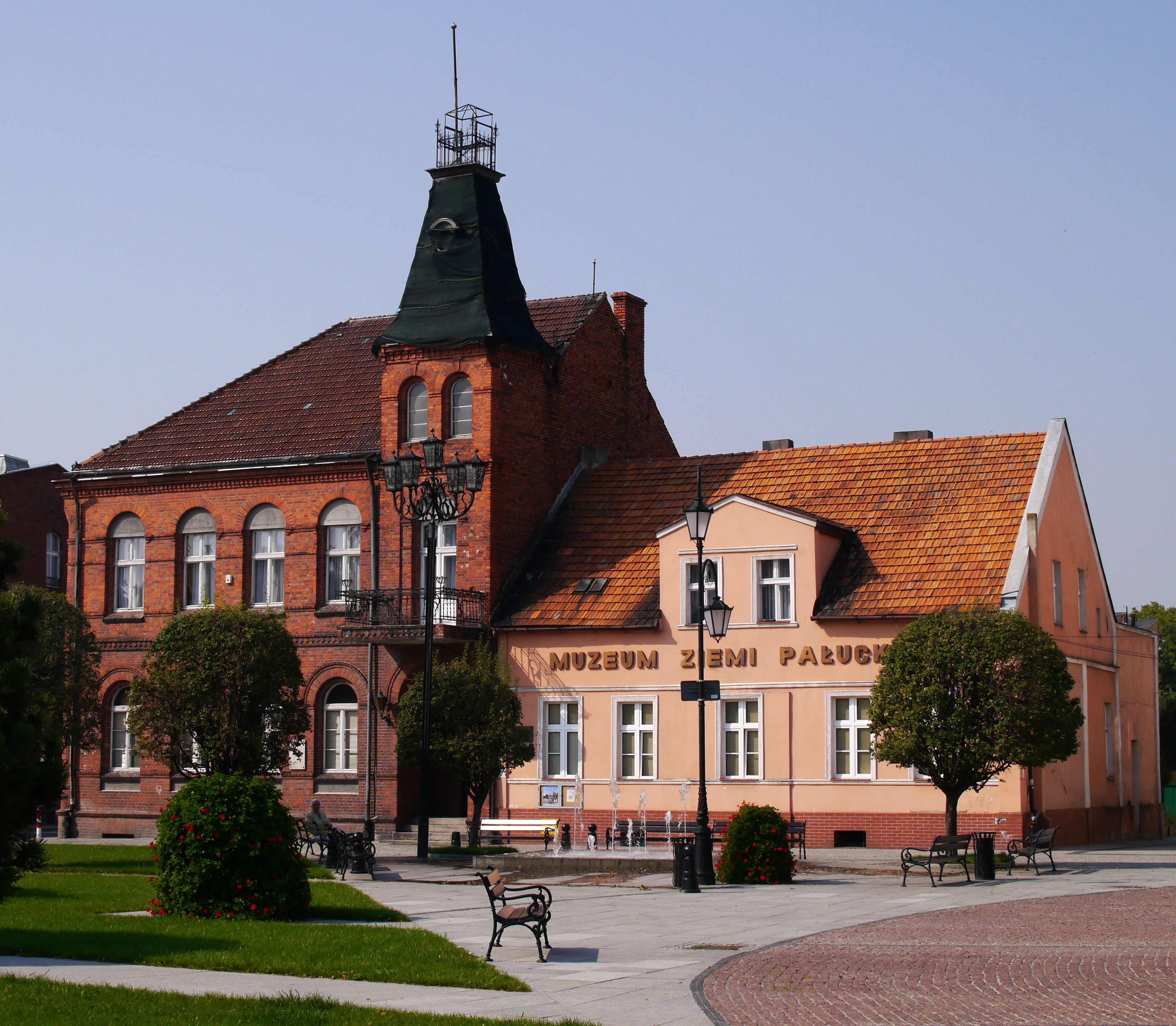
Dawny magistrat, obecnie Muzeum Ziemi Pałuckiej

- W 1887 r. Żnin został stolicą powiatu, dwa lata później wybudowano Powiatową Kolej Wąskotorową. W latach 1893–1894 uruchomiono cukrownię, która wspólnie z dworcem kolejowym stała się przyczyną rozwoju przestrzennego miasta na wschód. W ciągu ostatniego dziesięciolecia XIX wieku liczba mieszkańców Żnina wzrosła o 1500. Powstało Polskie Towarzystwo Śpiewacze, wybudowano bibliotekę, mleczarnię, pocztę, szpital, sąd i więzienie, założono kanalizację, gazociąg, wodociągi miejskie, latarnie.
- W 1909 r. w miejscu dawnego klasztoru dominikańskiego zbudowano kościół ewangelicki (obecny kościół pw. Najświętszej Marii Panny Królowej Polski).
- W tym samym roku założone zostało „Koło Śpiewackie Polskie”.
- Wzrost liczby mieszkańców został zahamowany przez wybuch I wojny światowej. Do służby wojskowej powołano 700 mężczyzn, 86 spośród nich zginęło.
- 1 stycznia 1919 r. wielu mieszkańców Żnina przyłączyło się do powstania wielkopolskiego. Wojska polskie pod dowództwem kpt. Jana Tomaszewskiego wyparły Niemców za Noteć. Żnin liczył wtedy 4980 mieszkańców, którzy wybrali 12-osobową Radę Miejską. Miasto coraz bardziej nastawiało się na obsługę rolnictwa, o czym świadczy uruchomienie m.in. młyna parowego, Spółdzielni Mleczarskiej oraz Fabryki Maszyn Rolniczych braci Malaków (obecnie odlewnia żeliwa na ul. Mickiewicza). Najważniejszym zakładem nadal była cukrownia.
- W dwudziestoleciu międzywojennym miasto wzbogaciło się o nowe zakłady i przedsiębiorstwa. Do największych inwestycji należała budowa elektrowni. Rozprzestrzenianiu ulegała zabudowa ulic Mickiewicza, Szpitalnej i Podgórnej (Aliantów). Rozpoczęło się zasiedlanie ulic Dąbrowskiego i 1 Stycznia. Powstał także projekt, by w miejscu dawnych fortyfikacji urządzić planty.
- Miasto uzyskało spory rozgłos dzięki koncernowi wydawniczemu Anny i Alfreda Krzyckich zatrudniającemu ponad trzystu pracowników. W Żninie wydawano takie czasopisma i gazety, jak: „Ilustrowany Kurier Polski”, „Orędownik Urzędowy Powiatu Żnińskiego”, „Pałuczanin” oraz „Moja Przyjaciółka”, która prenumerowana była w całej Polsce i osiągała milionowy nakład.
- W roku 1923 utworzono Miejskie Gimnazjum, które odegrało bardzo ważną rolę w życiu intelektualnym Żnina.
- W sierpniu 1939 r. Żnin liczył 5090 mieszkańców. 9 września 1939 r. Żnin został zajęty przez niemieckiego okupanta. Zmianie uległa nazwa miasta (niem. Dietfurt). 600 osób wywieziono m.in. do Mińska Mazowieckiego i Nowego Targu. Wywożono głównie inteligencję i ludzi bogatszych, ich miejsce zajmowali Niemcy, pochodzący przede wszystkim z krajów nadbałtyckich. Ponad 200 osób wywieziono na przymusowe roboty do Rzeszy. Część żninian wcielono do więzień, obozów koncentracyjnych lub rozstrzelano.
- Sam Żnin nie uległ większemu zniszczeniu. Niemcy spalili synagogę przy ulicy Pocztowej (obecnie znajduje się w tym miejscu blok mieszkalny), rozebrano piękną kamienicę Państwa Smorowskich (pusta parcela stoi dziś w rynku). Ponadto zniszczyli bibliotekę gimnazjum. Pozostawili po sobie jednak 16 ha plant wokół Starego Miasta i nad Jeziorem Małym.
- W okolicznych lasach formowały się oddziały partyzanckie. Samodzielna Jednostka Obwodu Pałuk Armii Krajowej dowodzona była przez Bogdana Hądzlika, pseudonim Madaj z Parlina. Jesienią 1944 r. działała także w tych lasach radziecka grupa zwiadowcza. 21 stycznia 1945 r. Armia Czerwona wyparła Niemców ze Żnina. Rozpoczęło się wprowadzanie i utrwalanie władzy komunistycznej.
- Po wojnie nastąpił znaczny rozwój Żnina. Miasto się powiększyło, wybudowano fabrykę maszyn „Spomasz”, na bazie fabryki Malaków powstał „Żefam”. Zlokalizowano nowe osiedla mieszkaniowe na północny zachód od miasta (w rejonie ulic Mickiewicza i Browarowej oraz Wielkiej Osady – nad Dużym Jeziorem przy wylocie na Szubin). W latach 60. przyłączono do Żnina wieś Górę. Liczba mieszkańców przekroczyła wówczas 10 000 osób.
- W 2021 oddano do użytku Centrum Sportów Wodnych, powstałe w miejscu zburzonego w 2019 budynku WOPR[10].

## Demografia
- Piramida wieku mieszkańców Żnina w 2021 roku[11]

## Zabytki

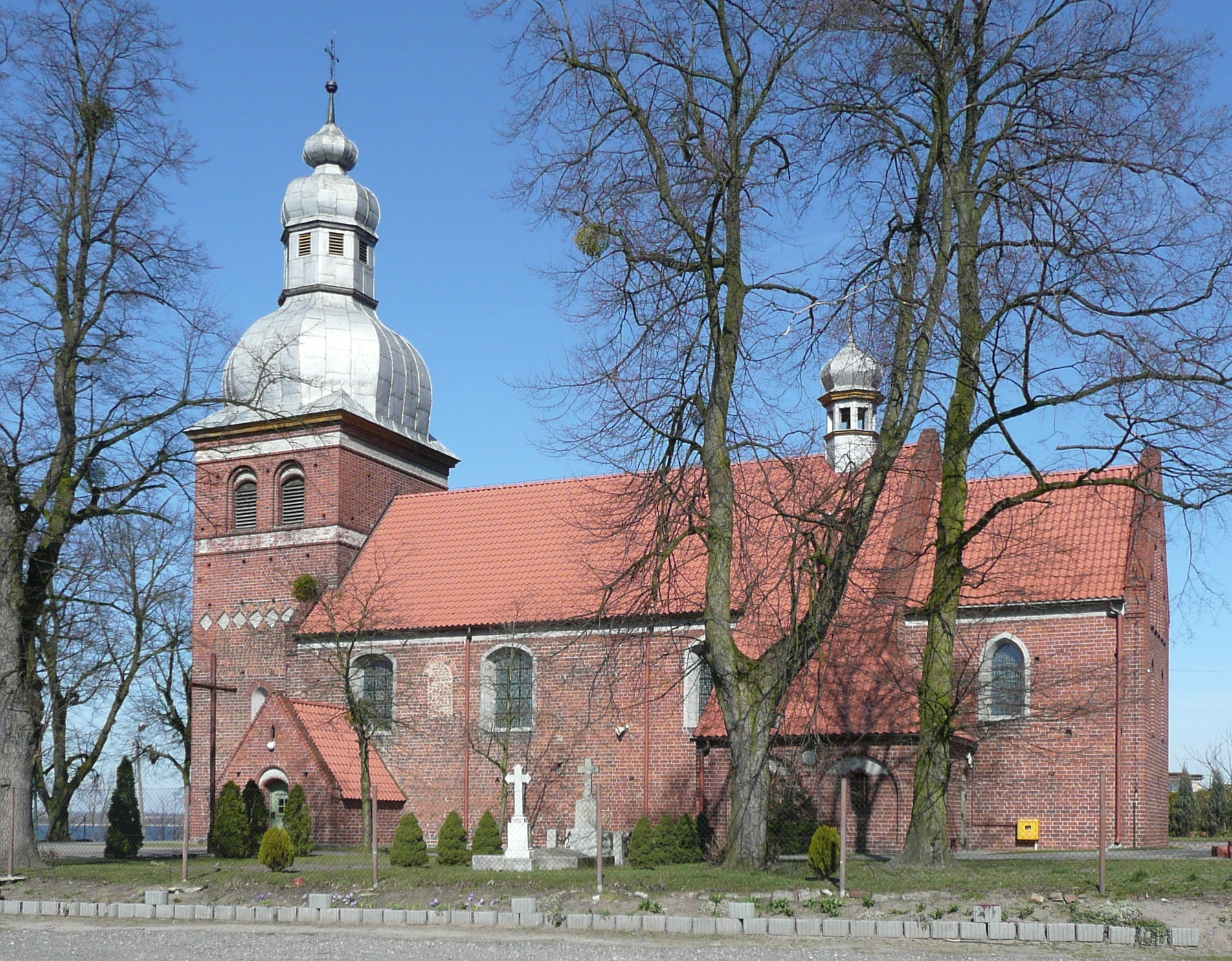
Kościół pw. św. Marcina

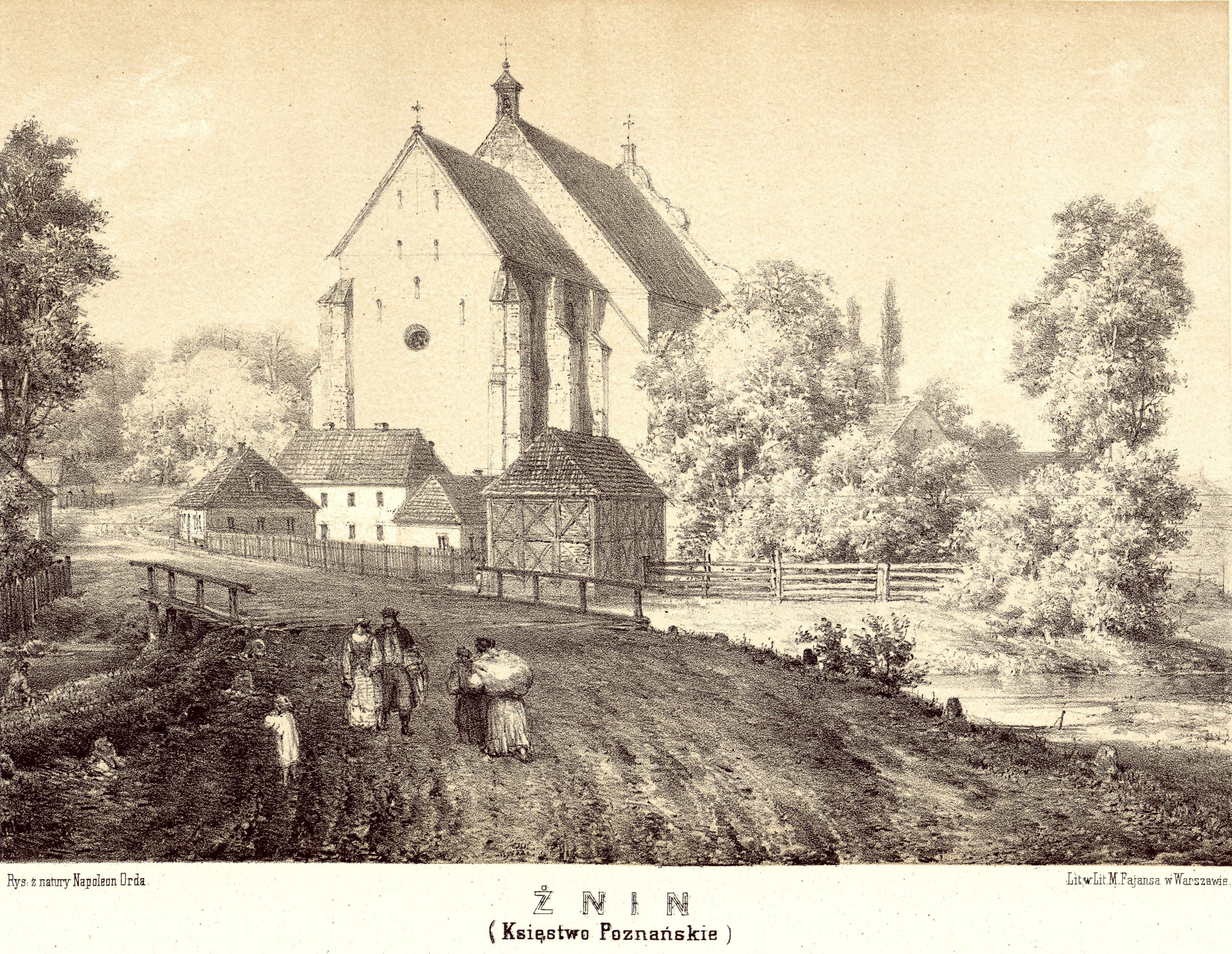
Żnin (widok na kościół pw. św. Floriana) na litografii Napoleona Ordy, 1880

- Żnin (widok na kościół pw. św. Floriana) na litografii Napoleona Ordy, 1880[12]gotycko-barokowy kościół pw. św. Floriana z pocz. XV w., zniszczony w czasie wojen szwedzkich w XVII w., odbudowany po pożarze w 1758 r., ze sklepieniami z lat 1792–1795, w latach 1910–1924 dobudowana wieża
- gotycka wieża ratuszowa z XV w.
- neogotycki kościół poewangelicki pw. NMP Królowej Polski z 1909 r.
- dawny magistrat z początku XX wieku
- sufragania – dworek klasycystyczny z końca XVIII w. fundacji bpa Stefana Łubieńskiego
- kościół wczesnogotycki pw. św. Marcina na przedmieściu Góra

## Wspólnoty wyznaniowe
- Kościół rzymskokatolicki:
  - parafia pw. św. Floriana[13],
  - parafia pw. św. Marcina[14],
  - parafia pw. NMP Królowej Polski[15]

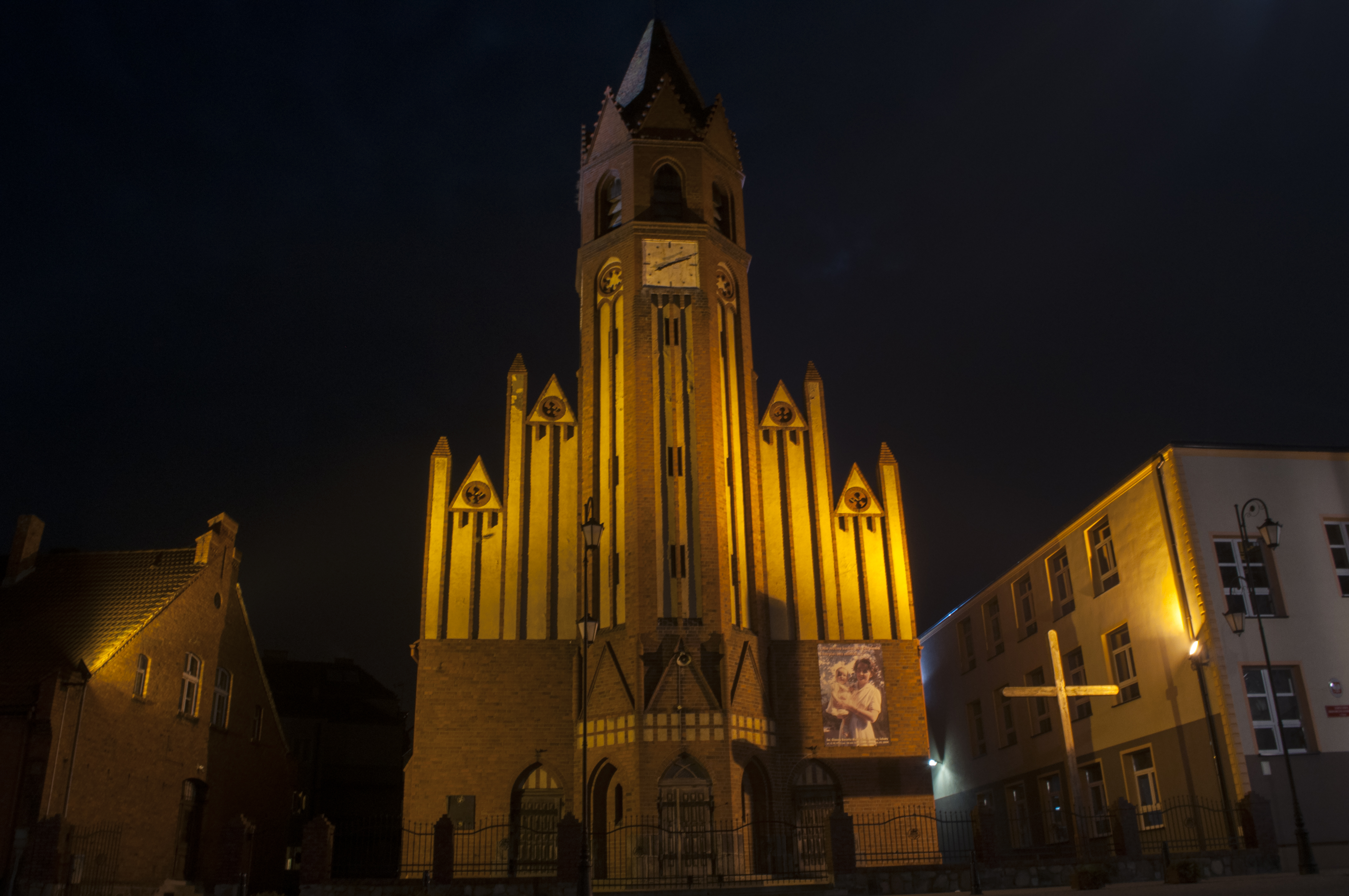
Kościół poewangelicki pw. NMP Królowej Polski, (pocz. XX w.)

  - dom Zgromadzenia Sióstr Służebniczek Niepokalanego Poczęcia Najświętszej Maryi Panny[16].
- Kościół Ewangelicznych Chrześcijan w RP:
  - zbór w Żninie[17]
- Świadkowie Jehowy:
  - zbór Żnin (Sala Królestwa ul. Dąbrowskiego 69)[18].

## Nazwa miasta
Wywodzi się ze staropolskiego „żnieja” i określa rolniczy charakter miasta. Według różnych źródeł „żnieja” oznacza: żniwa, żniwiarza lub kobietę żnącą zboże. Na przestrzeni wieków nazwa miasta ulegała częstym zmianom: Znein, Znejn, Znejna, Snena, Znen, Znyn.

## Miasta partnerskie[19]
- Albertirsa  Węgry (2005)
- Birsztany  Litwa (1998)
- Gostynin  Polska (2016)
- Malacky  Słowacja (2001)
- Mettmann  Niemcy (1997)
- Soleczniki-Jaszuny  Litwa (2003)
- Veselí nad Moravou  Czechy (1997)

## Szkolnictwo
- Szkoła Podstawowa nr 1 im. Powstańców Wielkopolskich
- Szkoła Podstawowa nr 2 im. Jana Śniadeckiego
- Szkoła Podstawowa nr 5
- I Liceum Ogólnokształcące im. Braci Śniadeckich
- Zespół Szkół Technicznych im. bł. Marii Karłowskiej
- Zespół Szkół Specjalnych
- Zespół Szkół Ekonomiczno-Handlowych im. Komisji Edukacji Narodowej